# Prunay-sur-Essonne
Prunay-sur-Essonne är en kommun i departementet Essonne i regionen Île-de-France i norra Frankrike. Kommunen ligger i kantonen Milly-la-Forêt som tillhör arrondissementet Évry. År 2022 hade Prunay-sur-Essonne 312 invånare.

## Befolkningsutveckling
Antalet invånare i kommunen Prunay-sur-Essonne
| Referens: INSEE |